# No me ame
No me ame è un singolo del rapper portoricano Anuel AA, del produttore discografico giamaicano Rvssian e del rapper statunitense Juice Wrld pubblicato il 30 agosto 2019.

## Tracce
Testi di Emmanuel Gazmay, Tarik Johnston Jarad Higgins, Josh Deutsch, Magnus August Høiberg, Nathan Perez, musiche di Rvssian.
1. No me ame – 3:50